# 菅原永二
菅原 永二（すがわら えいじ、1974年10月16日 - ）は、東京都品川区出身の日本の俳優である。血液型はB型。身長174cm、体重62kg。
幼少期の半分を海外で暮らす。元劇団「猫のホテル」「表現・さわやか」メンバー（2011年3月末日付けで退団）。フリーで活動ののち、現在は個人事務所「スガワラエイジェンシー」所属。

## 出演作品

### 舞台
1999年まで
- 猫のホテル「二枚目考察」（作・演出：千葉雅子）
- 猫のホテル「いたしかゆし」（作・演出：千葉雅子）
- 猫のホテル「ノエル〜悪魔のようなあいつ〜」（作・演出：千葉雅子）
- 猫のホテル「かまってくれよ」（作・演出：千葉雅子）
- 猫のホテル「フロムエー コマーシャルサーカス」（作・演出：千葉雅子）

2000年
- THE SHAMPOO HAT「カフェ・モンテカルロ」（作・演出：赤堀雅秋、下北沢駅前劇場）
- 拙者ムニエルプレゼンツ 猫演劇フェスティバル「くちぐるま」（作・演出：千葉雅子、三鷹市芸術文化センター）
- 猫のホテル「苦労人（再演）」（作・演出：千葉雅子、本多劇場）

2001年
- 全労済演劇フェスティバル2001「鬼」（脚色・演出：松村武、全労済ホール スペース・ゼロ）
- 青島レコード「SLAP HAPPY」（作・演出：岡田望、新宿THEATRE TOPS）
- 猫のホテル「イメチェン」（作・演出：千葉雅子、下北沢ザ・スズナリ）
- 猫のホテル「負」（作・演出：千葉雅子、下北沢ザ・スズナリ）

2002年
- 青島レコード「TO OUR CHILDREN’S CHILDREN’S CHILDREN」（作・演出：岡田望、新宿THEATRE TOPS）
- Me&Herコーポレーションプロデュース「ビルの中味」（作・演出：千葉雅子、本多劇場）
- 青島レコード「FAT OLD SUN」（作・演出：岡田望、新宿THEATRE TOPS）
- 猫のホテル「起きてる者はいないのか!」（作・演出：千葉雅子、下北沢ザ・スズナリ）
- 猫のホテル「キャノンボール★ハイ」（作・演出：千葉雅子、下北沢ザ・スズナリ）
- 猫のホテル「愛してる。いや言わんでいい。」（作・演出：千葉雅子、下北沢ザ・スズナリ）

2003年
- アーノルドシュワルツェネッガー「マンガ惑星」（下北沢OFFOFFシアター） - 主演
- 絶対王様「恐怖動物汁」（作・演出：笹木彰人、紀伊國屋ホール）
- 猫のホテル「裏日本」（作・演出：千葉雅子、下北沢ザ・スズナリ）

2004年
- THE SHAMPOO HAT PRESENTS エスラボVol.1「みかん」（作・演出：赤堀雅秋、東京芸術劇場）
- シリーウォークプロデュース「フリドニア〜フリドニア日記#1」（作：ケラリーノ・サンドロヴィッチ / 脚色・演出：千葉雅子、新宿THEATRE TOPS）
- サモ・アリナンズ「ワンダフル」（作・演出：倉森勝利、下北沢駅前劇場）
- 青島レコード「SLAPHAPPY（再演）」（作・演出：岡田望、新宿THEATRE TOPS）
- 劇団、本谷有希子「腑抜けども、悲しみの愛を見せろ」（作・演出：本谷有希子、青山円形劇場）
- 猫のホテル「しぶき（再演）」（作・演出：千葉雅子、下北沢ザ・スズナリ）
- 猫のホテルプレゼンツ 表現・さわやか 第1回公演「熱海→ラスベガス」（下北沢OFF・OFFシアター）

2005年
- G2プロデュース「Candys」（作・演出：G2、本多劇場 他）
- 劇団、本谷有希子「無理矢理」（作・演出：本谷有希子、吉祥寺シアター）
- 猫のホテル「土色の恋情」（作・演出：千葉雅子、下北沢ザ・スズナリ）
- 猫のホテル「ウソツキー」（作・演出：千葉雅子、下北沢ザ・スズナリ）
- 猫のホテルプレゼンツ 表現・さわやか 第2回公演「おんなのこのキモチ」（下北沢駅前劇場）

2006年
- AGAPE store#11「BIGGEST BIZ〜最後の決戦!ハドソン川を越えろ〜」（作：後藤ひろひと / 演出：G2、本多劇場）
- 大人計画「まとまったお金の唄」（作・演出：松尾スズキ、本多劇場 他）
- 「アジアの女」（作・演出：長塚圭史、新国立劇場 他）
- 猫のホテル「電界」（作・演出：千葉雅子、本多劇場）
- 猫のホテルプレゼンツ 表現・さわやか 第3回公演「そこそこ黒の男」（下北沢駅前劇場 他）

2007年
- 「欲望という名の電車」（演出：鈴木勝秀、東京グローブ座 他）
- 猫のホテル「苦労人」（作・演出：千葉雅子、シアタートラム）

2008年
- AGAPE Store#1「からっぽの湖」（作：桝野幸宏 / 演出：G2、紀伊國屋ホール）
- 大人計画「女教師は二度抱かれた」（作・演出：松尾スズキ、シアターコクーン 他）
- 猫のホテル「けんか哀歌」（作・演出：千葉雅子、本多劇場）
- 猫のホテルプレゼンツ 表現・さわやか 第5回公演「美少年オンザラン」（下北沢駅前劇場 他）

2009年
- モダンスイマーズ「トワイライツ」（作・演出：蓬莱竜太、吉祥寺シアター）
- 故林広志コントrimix「二死満塁の人々」（作：故林広志 / 演出：福原充則、三鷹芸術文化センター）
- ハイバイ「て」（演出：岩井秀人、東京芸術劇場） - 主演
- 猫のホテルプレゼンツ 表現・さわやか +B-amiru「ザ ワースト オブ 表現・さわやか」（シアターブラッツ）
- 猫のホテルプレゼンツ 表現・さわやか 第六回公演「ザ ベスト オブ 表現・さわやか」（本多劇場）
- 表現・さわやか 第8回公演「15♥0」（下北沢駅前劇場 他）

2010年
- 「博覧會〜世界は二人のために〜」（演出：池田成志 / 作：千葉雅子、東京グローブ座 他）
- 猫のホテル「イメチェン」（作・演出：千葉雅子、下北沢ザ・スズナリ）
- 表現・さわやか 第7回公演「アラン!ドロン!」（下北沢駅前劇場 他）

2011年
- 「スピリチュアルな1日」（脚本：小峰裕之、紀伊國屋サザンシアター 他）
- 「ギルバート・グレイプ」（演出：G2、東京グローブ座 他）
- 「ラブリーベイベー」（主演：三宅健 / 東京グローブ座 他）
- 「バッド・アフタヌーン〜独立弁護士のやむを得ぬ嘘〜」（脚本：小峰裕之 / 演出：土田英生、赤坂RED THEATER）

2012年
- ハイバイ「ある女」（作・演出：岩井秀人、こまばアゴラ劇場 他）
- 「SEVEN DOORS(セブンドアーズ)青ひげ公の城」（構成・演出：鈴木勝秀、東京グローブ座 他）
- 「南部高速道路」（構成・演出：長塚圭史、世田谷パブリックシアター）
- 「サイケデリックペイン」（作：森雪之丞 / 音楽：布袋寅泰 / 演出：いのうえひでのり、池袋サンシャイン劇場 他）
- 「LYNX LIVE Dub」（構成・演出：鈴木勝秀） - KAAT神奈川芸術劇場
- 「遭難、」劇団、本谷有希子（作・演出：本谷有希子、東京芸術劇場 他） - 主演
- 「恋と音楽」（作：鈴木聡 / 演出：河原雅彦、PARCO劇場 他）

2013年
- ヨーロッパ企画「建てましにつぐ建てましポルカ」（脚本・演出：上田誠、本多劇場 他）
- 「ウエアハウスvol.2」リーディング（演出：鈴木勝秀）
- G2プロデュース最終公演「デキルカギリ」（作・演出：G2、本多劇場 他）
- ピチチ5「はぐれさらばがじゃあねといった」（脚本・演出：福原充則、三鷹市芸術文化センター） - 主演
- 戯曲トラムリーディング「誤解」「正義の人々」（演出：中屋敷法仁、シアタートラム）

2014年
- AGAPE Store「君はフィクション」（原作：中島らも / 演出：G2、全労済ホール スペース・ゼロ 他）
- フレンド —今夜此処での一と殷盛り—（作・演出：横内謙介、東京グローブ座 他）
- ハイバイ「おとこたち」（作・演出：岩井秀人、東京芸術劇場 他）
- 「アダムスファミリー」（演出：白井晃 / 訳詞：森雪之丞、青山劇場 / 愛知県芸術劇場 / KAAT神奈川芸術劇場 / オリックス劇場）
- 朗読「東京ノート」（演目：平田オリザ / 演出：江本純子、東京芸術劇場）
- リーディング「ノーホエア・ウーマン」（演出：鈴木勝秀）

2015年
- 「TOKYO HEAD」〜トウキョウヘッド〜（脚本・演出：上田誠、東京グローブ座）
- 「ア・フュー・グッドメン」（演出：鈴木勝秀、銀河劇場）
- 「十一ぴきのネコ」（演出：長塚圭史、紀伊國屋サザンシアター 他）

2016年
- ハイバイ「夫婦」（作・演出：岩井秀人）
- ハイバイ「おとこたち」（作・演出：岩井秀人）
- 葛河思潮社「浮標」（演出：長塚圭史）
- 「フリック」（演出：マキノノゾミ、新国立劇場）

2017年
- 直人と倉持の会 VOL.2「磁場」（演出：倉持裕）
- CONTEMANSHIP KAJALLA＃2 カジャラ『裸の王様』（作・演出：小林賢太郎）

2018年
- ニンゲン御破算（演出：松尾スズキ、シアターコクーン）
- セールスマンの死（演出：長塚圭史）

2019年
- 世界は一人（演出：岩井秀人、東京芸術劇場 プレイハウス）
- 二度目の夏（演出：岩松了、7月〜8月、本多劇場）
- ハケンアニメ!（脚本・演出：G2、10月〜11月、COOL JAPAN PARK OSAKA、紀伊國屋ホール）

2020年
- FORTUNE（演出：ショーン・ホームズ、東京芸術劇場 プレイハウスほか）

2022年
- KERA・MAP#010『しびれ雲』（2022年11月6日 - 12月4日 下北沢 本多劇場、12月8日 - 11日、兵庫県立芸術文化センター 阪急中ホール、12月17日 - 18日 北九州芸術劇場 中劇場、12月24日 - 25日 りゅーとぴあ 新潟市民芸術文化会館・劇場）[2]

2024年
- ふくすけ 2024 -歌舞伎町黙示録-（演出：松尾スズキ、7月〜8月、THEATER MILANO-Zaほか）[3]
- ロボット（演出：ノゾエ征爾、2024年11月〜12月、シアタートラムほか）[4]

2025年
- 学芸員 鎌目志万とダ・ヴィンチ・ノート（作・演出：小林賢太郎、2025年1月〜2月〈予定〉、サンシャイン劇場ほか）[5]
- ケムリ研究室 no.4『ベイジルタウンの女神』（演出：ケラリーノ・サンドロヴィッチ、2025年5月〜6月、世田谷パブリックシアターほか）[6]
- 最後のドン・キホーテ THE LAST REMAKE of Don Quixote（作・演出：ケラリーノ・サンドロヴィッチ、2025年9月〜11月〈予定〉、KAAT神奈川芸術劇場ほか）[7]

### テレビドラマ
日本テレビ
- 「獣になれない私たち」（2018年）

フジテレビ
- 「電車男」（2005年） - 川本信二 役（レギュラー）
- 「電車男〜もう一つの最終回スペシャル〜」（2005年） - 川本信二 役（レギュラー）
- 「電車男DX」（2005年） - 川本信二 役（レギュラー）
- 劇団演技者。「インテリジェンス」（2006年） - マサヨシ 役
- 「鬼嫁日記〜いい湯だな」 第3話（2007年） - 佐藤 役
- 「ファースト・キス」 第7話（2007年） - ウェイター 役
- 「SP 警視庁警備部警護課第四係」 第9・10・11話（2007年） - 川野 役
- 「世にも奇妙な物語 秋の特別編〜ボディレンタル」（2008年） - 田中 役
- ヨーロッパ企画「26世紀フォックス」(2014年）
- ヨーロッパ企画「26世紀フォックスII」(2014年）
- 「世にも奇妙な物語-25周年記念!秋の2週連続SP-」（2015年11月28日）

テレビ朝日
- 「特命係長 只野仁」（2007年）
- 「音女」開き直るオトメ（2008年）
- 「ザ・ドライバー」ドラマスペシャル（2015年10月11日）
- 「 ハヤブサ消防団」 第5話（2023年8月17日）- 榊浩二 役

TBS
- 「Mの悲劇」（2005年）
- 「うぬぼれ刑事」 第10話（2010年）
- 「女くどき飯 Season2」 第6話（2016年） - 勅使河原雅貴 役
- 「不適切にもほどがある!」 第1話・第4話・最終話（2024年1月26日・2月16日・3月29日） - 鹿島 役

NHK
- 「抱きしめたい」（2002年、脚本：吉田紀子 / 演出：勝田夏子）
- 「経世済民の男」 第一部 『高橋是清』（2015年）
- 「全力離婚相談」 第4話（2015年） - 山内慎吾 役
- 連続テレビ小説
  - ひよっこ（2017年）
  - エール（2020年） ‐ 鈴木部長

- アイアングランマ（2018年） ‐ 讃井信蔵
- 大河ドラマ
  - 麒麟がくる（2020年） ‐ 荒木

NHK BS
- 「名曲探偵アマデウス」〜バッハ無伴奏チェロ組曲 - 大和亭東風 役

NHK Eテレ
- 青山ワンセグ開発「ぐいぐいゾンビ」（2013年、脚本：ふじきみつ彦 / 演出：二宮崇）

テレビ朝日
- 白い巨塔 (2019年のテレビドラマ)（2019年） ‐ 河合光雄 役
- 漂着者（2021年） - 望月刑事 役

KBS他
- 「鍵」
- 神戸在住（2015年、サンテレビ、原作：木村紺・脚本：安田真奈 / 監督：白羽弥仁） - 日和洋次 役

テレビ東京
- 「ハッピィ★ボーイズ」（2007年） - 川紀一 役（レギュラー）
- 「美容少年セレブリティ」（2007年）

WOWOW
- 「ルパンの消息」（2008年、監督：水谷俊之）
- 「コールドケース２ 〜真実の扉〜」（2018年）

### テレビCM・ナレーション・ラジオCM
- KIRIN FIRE
- Nikon
- ドクターシーラボ
- ダンロップタイヤ
- アロマリッチ
- TOTO
- 伊藤園「おーいお茶」
- ホンダフィット3 テレビCM,ラジオCM
- NHKオーディオドラマ「リテイク・シックスティーン」（原作：豊島ミホ）
- サントリーサタデーウェイティングバー「AVANTI」
- モバゲータウン 怪盗ロワイヤル - パンクロッカー役
- キューピーラジオCM
- 東芝「LED」
- バイク王
- ENEOS「エネファーム」テレビCM
- ゆうちょ銀行
- ワコールTVCMナレーション 「パンスト編」「ブラ編」
- 日通
- Office24
- NTT企業CMCM
- NEC「IT、で、エコ」
- マクドナルド
- PlayStation 2「ワイルドアームズ」
- EPICレコードジャパン Leyonaアルバム「海へ、レヨナと」
- PlayStation「グランツーリスモ3」
- NTT Docomo九州、旭化成「洗剤イヤ子さん」
- 任天堂「ゲームボーイアドバンス〜太陽の帝国」
- CR寿司屋の源さん
- サントリー「OLD」 父の誕生日篇 - 部下 役
- サッポロ
- オリンパス
- AFG
- 大塚食品「ReSOLA」
- 中部電力
- 農心「辛ラーメン」

その他
- ネスレシアター「踊る大宣伝会議、(略)」Season2（2015年、総監督：本広克行）
- Bee TVドラマ「ハング」（2014年）
- ネットドラマ「宇宙船ポーキル」
- フジテレビバラエティ「オタク駅伝」
- Gyao TV「ラブコメ」予告ムービー
- インターネットドラマ「肉まん」（監督：秋元康）

### 映画
- 「レプリカントジョー・近未来蟹工船」（2002年、監督：松梨智子）
- 「STRAY DOGS〜犬と月」（監督：上田勝彦）
- 「WASABI」（監督：リュック・ベッソン） - 警官 役
- 「帰り道」TFC The Short Movies Vol.1（監督：大熊一弘） - 主役
- 「うさぎのもちつき」1・2（2003年、監督：市野龍一）
- 「紀雄の部屋」（監督：深川栄洋）
- 「春の雪」（2005年、監督：行定勲）
- 「非女子図鑑～男の証明」（監督：川野浩司）
- 劇場版「神戸在住」（2015年、原作：木村紺・脚本：安田真奈 / 監督：白羽弥仁）
- 「TOO YOUNG TO DIE! 若くして死ぬ」（2016年、監督：宮藤官九郎）
- 耳を腐らせるほどの愛（2018年、監督：豊島圭介）
- 20歳のソウル（2022年、監督：秋山純） - 浅野正義 役[9][10]

### ラジオドラマ
TOKYO FM
- ENEOS THE WAY COMEDY道草「道路標識クエスト」
- 「モノローグ男」
- 「ビンテージでいこう」

NHK-FM
- 青春アドベンチャー「迷えるお羊年」「エドモンたちの島」 - 吉川治虫 役

文化放送
- 「夕方は別の顔だ」